# Porompat
Porompat és una ciutat de cens, capital del districte d'Imphal East, a Manipur, Índia. Al cens del 2001 figura amb una població de 5.163 habitants. Està situada a 24° 48′ 23″ N, 93° 57′ 33″ E / 24.806409°N,93.959241°E.